# Grigori Elisseïev
Pour les articles homonymes, voir Elisseïev.
Grigori Zakharovitch Elisseïev (en russe : Григорий Захарович Елисеев), né le 25 janvier (6 février) 1821 dans le village de Spasskoïé dans le gouvernement de Tomsk (aujourd'hui Venguerovo, dans l'oblast de Novossibirsk) et mort le 18 (30) janvier 1891 à Saint-Pétersbourg (Russie) est un journaliste et essayiste russe qui inspira Fiodor Dostoïevski pour son personnage de Rakitine dans Les Frères Karamazov.

## Biographie
Fils d'un pope de village, qu'il perd à l'âge de neuf ans, il étudie au petit séminaire, puis au séminaire de Tobolsk et enfin à l'Académie théologique de Moscou, dont il sort en 1840. Ensuite, il devient professeur au séminaire diocésain de Kazan. Il publie alors des ouvrages historiques sur la propagation du christianisme dans la région de Kazan.
Sous l'influence des lectures de Vissarion Belinski et d'Herzen, il change peu à peu d'opinion, jusqu'à quitter son poste en 1854. Il devient fonctionnaire à Tobolsk, puis déménage à Saint-Pétersbourg en 1858. Il entreprend une carrière de journaliste et d'écrivain, jusqu'en 1881, avec des idées nettement radicales. De santé fragile, il doit se soigner à l'étranger de 1881 à 1885.

## Journaliste
Il débuta au Contemporain par un article sur la Sibérie, en 1858. Il se rapprocha de Nicolaï Tchernychevski, dont il épousa les idées. Il collabora aussi au journal satirique l' Étincelle (1859-1863) et dirigea la rédaction du journal quotidien Le Siècle, puis de 1868 à 1881 fut un collaborateur régulier des Les Annales de la Patrie, alors qu'elles épousaient les opinions pro-révolutionnaires de Nikolaï Nekrassov. Il était un ardent défenseur des points de vue de Nikolaï Nekrassov et de Nicolaï Dobrolioubov.